# كأس بلجيكا 2018–19
كأس بلجيكا 2018–19 (بالفرنسية: Coupe de Belgique de football 2018-2019)‏ هو الموسم 64 من كأس بلجيكا. أقيم خلال الفترة 27 يوليو 2018 وحتى 1 مايو 2019، وأشرف على تنظيمه الاتحاد الملكي البلجيكي لكرة القدم، وكان عدد الأندية المشاركة فيه 32، وفاز فيه كيه في ميخيلين.